# Canadian Professional Golf Tour
De Canadian Professional Golf Tour is een serie golftoernooien voor professionals, voornamelijk in Canada. De organisatie is in handen van de Tournament Players Association.
De Canadese Tour bestaat sinds 1970 en werd in het begin de Pater Jackson Tour genoemd. De eerste jaren viel de organisatie onder de Canadese PGA, sinds 1986 is de Tournament Players Association (TPA) een aparte organisatie. De meeste toernooien zijn in Canada, maar er zijn ook toernooien in de Verenigde Staten en in Latijns-Amerika. De TPA heeft ongeveer 200 leden.
De Tour heeft een eigen Golf Hall of Fame.

## Order of Merit
- 1997:  Mike Weir
- 2008:  John Ellis
- 2009:  Byron Smith
- 2010:  Aaron Goldberg

De winnaar van de Canadese Order of Merit mag direct naar Stage 2 van de Amerikaanse PGA Tour Qualifying School.

## Voormalige spelers van de TPA
Spelers die later op een hoger genoteerde Tours speelden:
- Stuart Appleby
- Michael Campbell
- Paul Casey
- Todd Hamilton. winnaar The Open Championship
- Steve Stricker
- Mike Weir, 8 titels, inclusief de 2003 Masters